# Aliança per la Social-Democràcia
L'Aliança per la Social-Democràcia (francès: Alliance pour la Social-Démocratie) és un partit polític de Benín liderat per Robert Dossou. L'ASD va ser legalment reconeguda el 12 d'octubre del 1990.